# حیات‌الحیوان
حیات الحیوان، حیات الحیوان الکبری یا منافع الحیوان، کتابی از کمال‌الدین دمیری درباره روحیات و حالات حیوانات و نیز فوائد و مضرات آنها در پزشکی است و به زبان عربی نوشته شده است؛ وی روایات و آیات قرآنی را که در ارتباط با موضوع مورد نظر هستند گرد آورده است. محمدتقی تبریزی در دورهٔ صفویه آن را با عنوان خواص الحیوان به فارسی برگردانده‌است.
مولف در این کتاب به ذکر نام حیواناتی که اسامی آنها به گوش وی خورده و یا آنها را در کتب یونانی‌ها و یا عرب‌های قدیم و نیز آثاری که درباره طب و حیوانات در زمان‌های نزدیک به عصر مؤلف نگاشته شده است، یافته است می‌پردازد.

## ساختار کتاب
این کتاب در سه بخش مجزا نگارش پیدا کرده است؛ در فصل اول به مفهوم تاثیر به مثابه اصطلاحی ادبی اشاره شده است. این فصل صرفاً جهت رفع ابهام از تعاریف و مصادیق بازنگری گشته اما در فصل دوم و سوم در مورد تاثیر قرآن بر عناصر بیانی و بدیعی صور خیال صحبت شده است.
مولف بعد از آنکه نام حیوان را به صورت کامل و دقیق ضبط می‌کند و اصل لغوی آن را معرفی می‌نماید، به توصیف حیوان پرداخته و سپس اخبار و روایاتی را که بر طبیعت و سرشت آن حیوان دلالت دارد یادآور می‌شود.  در بخش روایات دسته‌ای از احادیث نبوی و آیات قرآنی را که در ارتباط با موضوع مورد نظر هستند گرد می‌آورد و پس از آن اشعار و امثال و حکم متناسب با موضوع را نیز ذکر می‌کند. در ادامه نظرات فقهاء را درباره حیوان مورد نظر از جهت حلیت و حرمت خوردن آن یادآور شده و در پایان به بیان فوائد و مضارت طبی آن می‌پردازد.